# Letters2〜愛に帰ろう〜
『letters2〜愛に帰ろう〜』（レターズ2〜あいにかえろう〜）は2011年6月15日に発表された川江美奈子の2枚目のセルフカバーアルバムである。これまで他の歌手・アーティストに提供してきた曲の自らのピアノ弾き語りによる収録は前作と同様だが、今回は過去のリリース曲のセルフカバー2曲、書き下ろし新作2曲、合わせて9曲中4曲が川江自身の楽曲となっている。

## 収録曲
1. 愛してる for 郷ひろみ
作詞・作曲 川江美奈子
2. 受け入れて for 一青窈
作詞 一青窈／作曲 川江美奈子
3. candy for 森山良子
作詞・作曲 川江美奈子
※映画『60歳のラブレター』主題歌
4. 雨のあと for 今井美樹
作詞・作曲 川江美奈子
5. 生きて夢みて
作詞 川江美奈子・藤田芳康／作曲 川江美奈子
※『サントリー天然水 南アルプス』CMソングのリメイク
6. piece for 新垣結衣
作詞・作曲 川江美奈子
7. 千枚の手のひらを
作詞・作曲 川江美奈子
※『鶴岡八幡宮奉納コンサート 鎌倉音楽祭2010』テーマソング
8. ララバイ
作詞・作曲 川江美奈子
9. Somebody's someone
作詞・作曲 川江美奈子